# Lorena (romancière)
Pour les articles homonymes, voir Lorena.
Lorena (nom de plume de Huguette Le Beau) est une auteure française de romans sentimentaux, parus principalement aux éditions Tallandier. Née le 3 septembre 1924 à Saint-Gratien et morte le 15 mars 2018 à Souppes-sur-Loing, elle obtient le prix du Roman populaire en 1964 pour La septième clé,. Sous son véritable nom, elle écrit des romans pour la jeunesse dans les années 1970 et reçoit le prix des Deux chances décerné par Hachette Jeunesse pour Le sphinx enseveli.

## Œuvre

### Sous le nom d'Huguette Le Beau
- La guitare endormie, 1974
- Le sphinx enseveli, 1976

### Sous le nom de Lorena
- Te reverrai-je, Felicidad ?, 1958
- Vous êtes ma prisonnière, 1959
- Le masque et l'amour, 1961
- La septième clé, 1964
- Le seigneur sauvage, 1972
- Une étoile dans la main, 1977
- L'escalier de dentelle, 1981